# Anne-Sophie Pic
Pour les articles homonymes, voir Pic.
Anne-Sophie Pic, née le 12 juillet 1969 à Valence, est une cheffe cuisinière et maître restauratrice française.
Elle est propriétaire notamment du restaurant gastronomique la Maison Pic à Valence. Quatrième femme chef française à détenir trois étoiles, après Eugénie Brazier, Marie Bourgeois et Marguerite Bise, au Guide Michelin à partir de 2007, elle totalise, pour ses sept restaurants, onze étoiles Michelin, ce qui en fait la femme cheffe la plus étoilée au monde.

## Biographie

### Une lignée de restaurateurs
Née à Valence le 12 juillet 1969, elle est issue d’une longue lignée de cuisiniers. 
La première Pic cuisinière est Sophie Pic, son arrière-grand mère, qui ouvre le restaurant L'Auberge du Pin sur la route de Saint-Péray. André Pic, son fils lui succède en 1929 et acquiert sa réputation avec des plats comme le gratin de queues d’écrevisses, la poularde en vessie ou le lièvre à la broche. Il obtient en 1934 trois étoiles au Guide Michelin. Deux ans plus tard, en 1936, il décide de déménager en installant son nouveau restaurant à Valence dans la Drôme, sur la Nationale 7 au 285 av. Victor Hugo. La Maison Pic est toujours située à cette adresse.
Jacques Pic, le fils de André Pic, prend la suite de son père en 1956 et parvient à décrocher à nouveau en 1957 une deuxième puis en 1973 une troisième étoile au Guide Michelin, perdue par son père peu après la guerre. Il propose une cuisine considérée par ses pairs, et notamment les guides culinaires de l'époque, comme plus « moderne », avec des créations propres comme le Filet de loup au caviar, le Soufflé glacé à l’orange ou les Rognons de veau à l’oseille ou à la menthe.
Jeune-fille, Anne-Sophie Pic, malgré ce long héritage familial, ne s’imagine pas cuisinière mais styliste. Elle choisit finalement de faire une école de commerce à l’ISG à Paris. En juillet 1992, une fois son diplôme obtenu, elle rejoint cependant le restaurant de son père : « je souhaitais apprendre le métier à ses côtés ». Son apprentissage est brutalement interrompu, quelques semaines après son retour, par le décès de ce dernier d'un anévrisme, en septembre de la même année. Alain Pic, son fils et frère aîné d'Anne-Sophie, lui succède. Mais « fille de », elle ne reçoit aucune considération en cuisine et début 1993, elle part s'occuper de la salle, la réception et le service. En 1995, la maison perd la troisième étoile, « comme si mon père mourait une seconde fois » affirme-t-elle. Deux ans plus tard, Alain Pic rend son tablier ; Anne-Sophie reprend alors la tête des cuisines avec la volonté de retrouver l'étoile perdue : elle change les modes de préparation, allège les menus, renouvelle la brigade, modifie les codes de la maison. Dix ans plus tard, elle est récompensée de la troisième étoile : « j'en ai pleuré » dit-elle.

### Naissance du groupe Pic

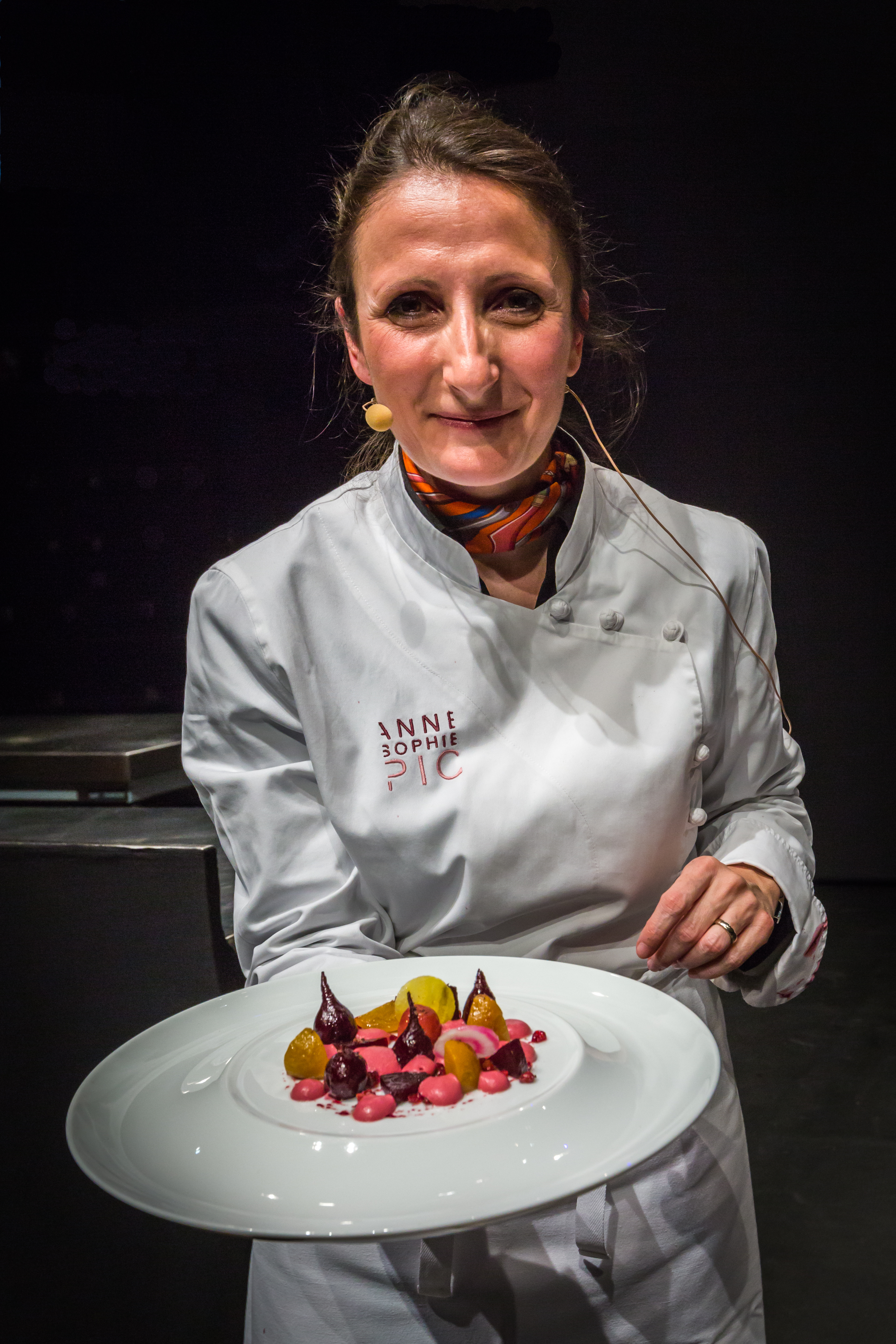
Anne-Sophie Pic en 2014.

Elle vit en couple avec David Sinapian qu'elle épouse en avril 1993. Ils se sont rencontrés quelques années auparavant durant leurs études à Paris. Ensemble, ils développent leur groupe avec la création de son école de cuisine à Valence en 2008, l’ouverture du restaurant Anne-Sophie Pic au Beau-Rivage Palace à Lausanne en 2009 (deux étoiles au Michelin), l’ouverture de l’Épicerie Fine à Valence en 2010, puis du restaurant La Dame de Pic à Paris (étoilé Michelin en 2013), un établissement gastronomique mais plus décontracté. Le développement se poursuit avec les ouvertures du Daily Pic, le fast good à la française d’Anne-Sophie Pic à Valence en 2014 (un échec, le projet est fermé en 2023), un projet avorté à New-York en 2015, puis restaurant André en 2016. 2017 voit l’ouverture de restaurant La Dame de Pic à Londres (deux étoiles au Michelin), suivi de Singapour en 2019 dans l'historique hôtel Raffles (une étoile). Elle s'occupe également du restaurant de l'hôtel One & Only Saint Géran sur l'île Maurice, durant un temps. 
En parallèle de ces développements et afin de porter la croissance du groupe, elle décide avec son mari David Sinapian de créer Pic Group, faisant passer l’entreprise familiale au statut de groupe. Celui-ci parvient « à créer un environnement favorable […] et à éviter de la noyer avec des problèmes administratifs et organisationnels qui nuiraient à sa créativité » précise-t-il. Un siège social est créé à Valence en janvier 2020 sous le nom du « Carré de Pic ». Le groupe Pic réalise en 2018 un chiffre d'affaires de 20 millions d'euros, puis 36 millions en 2022.
En 2020, la pandémie de Covid-19 amène des contraintes, mais permet des menus à emporter, tels ceux proposés par son Pic & GO, livrés dans toute la France, ainsi que le lancement d’un food truck à Valence en réaménageant un utilitaire type HY Citroën. 
Les ouvertures continuent avec le lancement de sa quatrième Dame de Pic au sein du Four Seasons Megève, annoncé en décembre 2020, est finalement reporté au 11 juin 2021, puis obtient une première étoile. Par la suite le groupe ouvre un restaurant à Hong Kong, puis un Dame de Pic à Dubaï. 
Elle a participé au documentaire À la recherche des femmes chefs de Vérane Frédiani en juillet 2017. Cette dernière précise : « quand j'ai réalisé le film, toutes celles que j'ai interviewées ont cité Anne-Sophie Pic comme source d'inspiration ».
En 2018 elle est juré de l'épisode sur la cuisine française de l'émission américaine The final table diffusée sur Netflix.
Elle participe à l'émission Top Chef en 2019, 2021 et 2022,.
En septembre 2023, c'est Anne-Sophie Pic qui cuisine l'entrée servie au roi Charles III, au château de Versailles, lors de sa première visite d'Etat en France en tant que souverain.

## Cuisine d'Anne-Sophie Pic

### Plats signatures
Les plats signatures sont, :
- Les berlingots : coulant au crémeux de chèvre de Banon légèrement fumé, consommé au cresson infusé au gingembre et à la bergamote[11]
- La tomate plurielle : naturellement explosive, consommé glacé à la feuille de cassis et fleur de sureau, crème glacée de burrata à la vanille fumée
- La carotte et la fleur d'oranger : fine gelée et mousseux à la carotte, yaourt brassé à la fleur d'oranger et Voatsiperifery
- Le homard bleu : rôti au beurre de homard, premier dashi aux fruits rouges, chutney de cerises à l'épine vinette, betteraves
- Le mille-feuille blanc : crème légère à la vanille de Tahiti, fine gelée au Jasmin, émulsion au poivre Voatsipérifery

### Plats industriels
En 2015, elle tente une diversification en participant au lancement de « Chef Cuisine », un système de plats sous vide à réchauffer à l'aide d'un appareil spécifique. Le prix de l'appareil et des plats est élevé, le système est complexe et, malgré une campagne de publicité télévisée ambitieuse, le concept ne trouve pas son public. La société fait rapidement faillite et ferme en 2017.

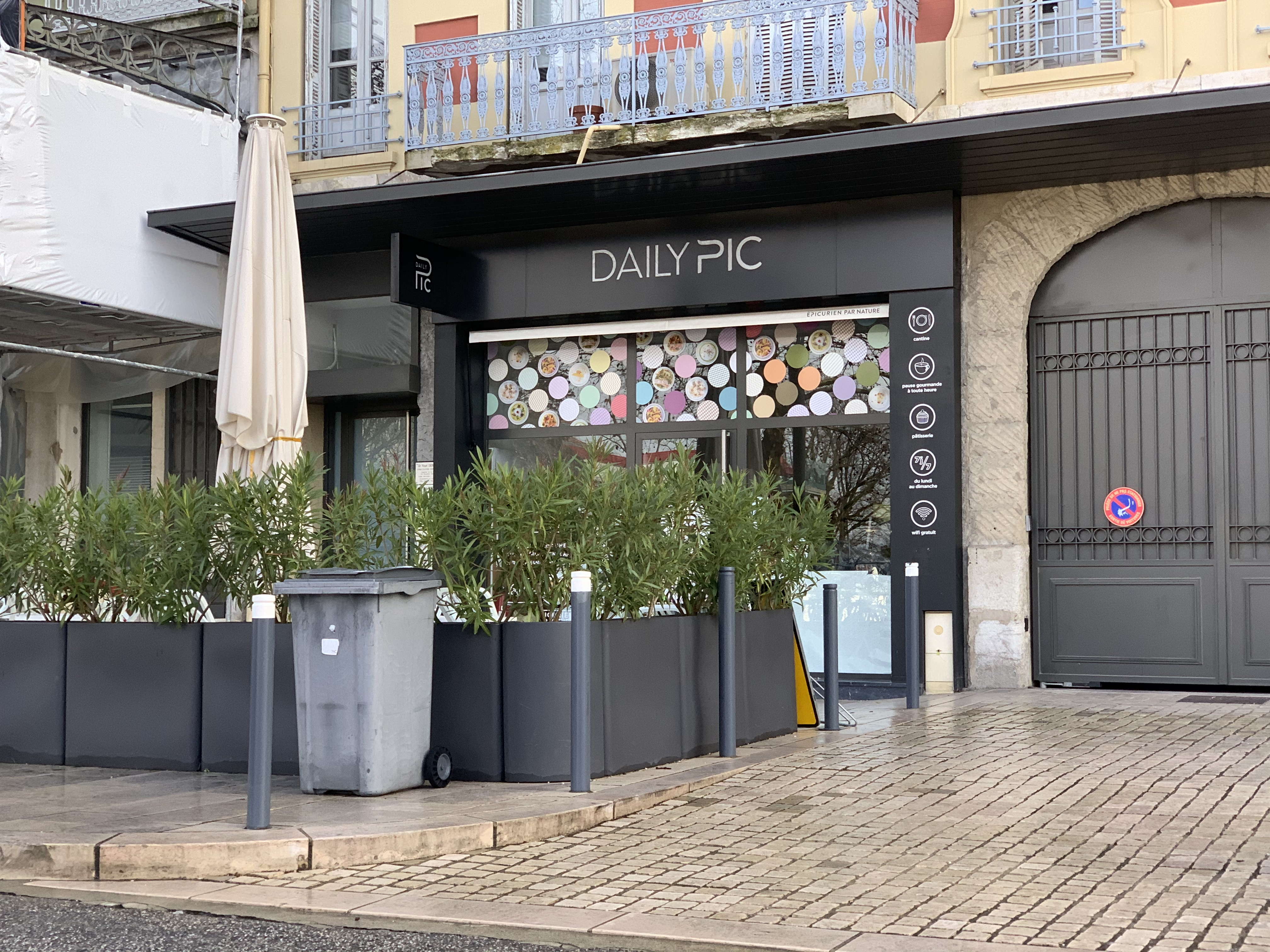
La boutique Daily Pic, à Portes-lès-Valence.

Elle poursuit l’aventure de démocratiser sa cuisine avec sa fabrique Daily Pic, créée en 2018, située à Portes-lès-Valence, dont elle assure une cuisson sous vide et qui permet d’obtenir une date limite de consommation de trois semaines pour ses concepts de restauration à emporter et en livraison à Valence et Paris-La Défense. Ses bocaux en verrine sont au centre d’un projet de circuit de réemploi pour une démarche responsable.

### Accords mets / boissons et expérimentations
Depuis mars 2018, elle a confié à la sommelière Paz Levinson le poste de cheffe exécutive sommelière du groupe Pic,. Elles créent de concert un menu et même de nouveaux alcools, en l’occurrence un gin,, en résonance des accords de la cheffe. 
À Valence, elle dispose d'un « labo de création » avec un chef assurant à la fois les expérimentations ainsi que les relations avec les autres établissements.

## Distinctions

### Décorations
- Chevalière de la Légion d'honneur, le 13 juillet 2011[40].
- Officier de l'ordre national du mérite[41].
- Officière de l'ordre des Arts et des Lettres, promue au grade d’officier le 23 mars 2017[42].
- Officier de l'ordre du Mérite agricole[réf. souhaitée]

### Autres distinctions
- « Best Chef Dining Experience » par les Best Chef Awards[43] en 2022, avec Paz Levinson[24]
- Marraine de l'édition guide MICHELIN 2018
- Médaille d'or de la ville de Paris 2015
- Marraine nationale de la Fête de la Gastronomie 2015
- Récompensée par le Culinary Institute of America, Augie Awards 2015
- Lauréate du Prix du Rayonnement Français, dans la catégorie gastronomie 2014
- Meilleure femme chef du monde 2011[8] - Prix Veuve Clicquot/World’s 50 Best Restaurants
- Chef de l'année (2007), élue par les 8 000 chefs répertoriés dans le guide Michelin. C'est la première femme à obtenir ce prix, créé en 1987.
- 3 étoiles au Guide Michelin 2007
- Docteur honoris causa de l'Université de Montréal
- Citoyenne d'honneur de la ville d'Obernai (Alsace)
- Trophée Empreinte de l’année - « Talents du Luxe » 2007
- Restaurant de l’année, Guide Omnivore 2006
- Chef de l’année 2001, Guide Pudlo France
- Membre des Grandes Tables du Monde

### Influence
Anne-Sophie Pic est un nom de lieu notamment porté  par :
- le lycée des métiers de l'hôtellerie et du tourisme de Toulon (Var) : lycée Anne-Sophie-Pic, ex-lycée hôtelier Saint-Louis ;
- la place symbolique « Anne-Sophie-Pic », à Obernai (Bas-Rhin)[44].

## Établissements
- Maison Pic - 285 avenue Victor-Hugo à Valence.
- Restaurant Anne-Sophie Pic à Valence.
- « André » Histoire(s) de Cuisine par Anne-Sophie Pic à Valence.
- Hôtel Maison Pic 5 étoiles Relais & Châteaux à Valence.
- Scook par Anne-Sophie Pic (Atelier de Cuisine et boutique d'art de la table) à Valence.
- Restaurant Anne-Sophie Pic au Beau-Rivage Palace à Lausanne (Suisse).
- L'éPICerie (Épicerie fine - Traiteur) à Valence
- Restaurant La Dame de Pic à Paris, une étoile, « table gastronomique moins formelle »[9].
- Restaurant La Dame de Pic à Londres.
- Restaurant La Dame de Pic à Singapour ouvert en 2019, une étoile[9].
- DailyPic - Le fast good à Valence.
- DailyPic - Le fast good à La Défense.
- Restaurant La Dame de Pic à Megève.
- Restaurant La Dame de Pic à Dubaï ouvert en 2024, une étoile[3]

En 2014, Anne-Sophie Pic annonce son projet d'ouvrir un restaurant à New-York,. Ce projet est ajourné en 2015.
En 2020, elle devient chef du 1920, restaurant du Four Seasons Megève.

## Publications

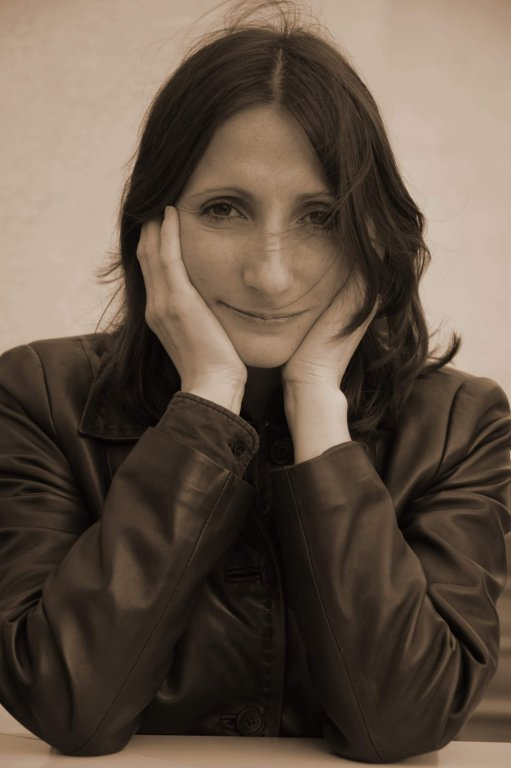
Anne-Sophie Pic en 2007.

- L'artichaut - Dix façons de le préparer, Anne-Sophie Pic, Édition L'épure, 2002.

- Scook - Recettes pour recevoir - Édition Hachette Pratique. Vainqueur aux Gourmand World Cookbook Awards, 2008
- Scook 2 - Recettes pour tous les jours - Édition Hachette Pratique, 2009
- Scook 3 - Recettes pour les enfants - Édition Hachette Pratique, 2010
- Scook 4 - Recettes classiques pour tous - Édition Hachette Pratique, 2010
- Délices et espumas - Édition Hachette Pratique, 2010
- Scook 5 - Recettes fait-maison - Édition Hachette Pratique, 2011
- Le livre Blanc Anne-Sophie Pic - Édition Hachette Pratique, 2012
- Best of Anne-Sophie Pic - Édition Alain Ducasse, 2013
- Éléments de conversations culinaires, Éditions Menu Fretin, 2015
- Agrumes, Éditions La Maison, 2017